# María del Carmen Martínez Sancho
María del Carmen Martínez Sancho (Toledo, 8 de julho de 1901 – Málaga, 15 de outubro de 1995) foi uma matemática espanhola, a primeira espanhola a obter um doutorado em matemática. Foi a primeira professora de matemática a lecionar em escolas secundárias na Espanha.